# Reuf Bajrović
Reuf Bajrović (rođ. 1977.) bošnjački i bosanskohercegovački političar i politički analitičar.

## Životopis
Bajrović je magistrirao europske integracije na Sveučilištu u Bologni i ljudska prava na Sveučilištu u Sarajevu. Diplomirao je političke znanosti na Sveučilištu u Louisville.

### SDP BiH
Bajrović je bio dugogodišnji član SDP-a BiH i blizak suradnik predsjednika stranke Zlatka Lagumdžije. Nakon općih izbora održanih u listopadu 2010., Lagumdžija je Bajroviću i Emiru Suljagiću ponudio ministarske dužnosti u Sarajevskoj županiji. Suljagić je prihvatio dužnost ministra obrazovanja, no Bajrović je odbio s bude ministar u Vladi FBiH. 
Nakon formiranja tzv. Platformaške vlade predvođene SDP-om BiH u Federaciji BiH u ožujku 2011., Bajrović je imenovan članom Nadzornog odbora Fabrike duhana Sarajevo.
Nakon što je formirano Vijeće ministara 12. veljače 2012., SDP-u BiH pripala su dva ministarstva; Lagumdžija je uzeo resor vanjskih poslova, a Damir Hadžić resor prometa i komunikacija. Pet dana nakon formiranja Vijeća ministara, 17. veljače 2012., Lagumdžija je Bajroviću ponudio mjesto zamjenika ministra civilnih poslova BiH, no Bajrović je i ovu ponudu odbio. Odbijenu ponudu prihvatila je Deniza Sarajlić-Maglić, a Bajrović je napustio SDP BiH.
Bajrović je potpisnik Deklaracije o zajedničkom jeziku, u kojoj se tvrdi da se u Hrvatskoj, Bosni i Hercegovini, Srbiji i Crnoj Gori govore nacionalne standardne varijante zajedničkog policentričnog standardnog jezika.